# Лаева
Ла́ева (ест. Laeva küla) — село в Естонії, у волості Тарту повіту Тартумаа.

## Населення
Чисельність населення на 31 грудня 2011 року становила 413 осіб.

## Географія
Через населений пункт проходить автошлях 22107 (Сінікюла — Лаева — Роотсі). Від села починається дорога 14108 (Сепа — Кооґі — Лаева).

## Історія
До 25 жовтня 2017 року село входило до складу волості Лаева й було її адміністративним центром.